# 小野恵子
小野 恵子（おの けいこ、1949年10月3日 - ）は、日本の元女優。本名、森藤 恵子。旧姓名は芸名と同じ。
東京都出身。1971年当時は明治学院大学に在籍していた。長女はフリーアナウンサーの森藤恵美。

## 人物
幼少時より時代劇の娘役に憧れ、8歳の時に東映児童演技研修所に所属する。
1969年、ビール会社のCMに出演したことで注目され、同年放送のテレビドラマ『安ベエの海』と『彦左と一心太助』にレギュラー出演。以降、昼ドラ『女の坂道』『終着駅』で主演を務めるなどテレビドラマを中心に活動した。1973年、『ウルトラマンタロウ』第20話より白鳥さおりを演じた。
1977年に写真製版会社の社長である男性と結婚。その後、子宮頸がんおよび突発性難聴を発症したため、1984年に芸能界を引退。2018年、TBSのバラエティ番組『爆報! THE フライデー』に34年ぶりにテレビ出演した。

## 出演

### テレビドラマ
- 悪魔くん 第25話「人喰いダイヤ」（1967年、NET） - ダイヤに喰われた女
- 銭形平次（CX）
  - 第121話「鬼の眼」（1968年）
  - 第175話「月夜に消えた狼」（1969年）
  - 第295話「餅搗き音」（1971年）
  - 第410話「夢が殺した」（1974年） - お縫
- せっかちネエヤ（CX）[4]
- 河童の三平 妖怪大作戦 第22話「妖怪逆怨鬼」（1969年、NET）
- プレイガール（12ch）
  - 第16話「女は悪魔に首ったけ」（1969年）
  - 第227話「怪談 呪いの糸車」（1973年） -  雪絵
- ポーラテレビ小説 / 安ベエの海（1969年 - 1970年、TBS） - 岩田和子
- ブラザー劇場（TBS）
  - 彦左と一心太助（1969年 - 1970年） - お仲[9]
  - 千葉周作 剣道まっしぐら 第18話「身をすててこそ」（1971年）- お藤
- さむらい飛脚 第1話「鬼の走る道」（1971年、NET）
- 軍兵衛目安箱 第2話「陽の当たる町」（1971年、NET） - おすみ
- おれは男だ! 第23話「ナツコ・オン・ステージ!」（1971年、NTV）-生徒会長退任審議時に発言する演劇部員
- 清水次郎長（1971年、CX）- おなみ
  - 第3話「喧嘩祝言」
  - 第5話「火祭り三度笠」
  - 第6話「人情殴り込み」
  - 第10話「任侠親子の盃」
  - 第14話「もっとやれ!夫婦喧嘩」
- 遠山の金さん捕物帳（NET）
  - 第72話「花の街に居残った男」（1971年） - お千代
  - 第112話「競馬に恋を賭けた女」（1972年） - お冬
  - 第139話「悪夢に追われた男」（1973年） - お仲
- 世なおし奉行 第15話「赤い谷の恐怖」（1972年、NET） - お光
- 大江戸捜査網（12ch）
  - 第35話「殺し屋がやって来る!」（1972年）
  - 第165話「逆転 隠密同心!」（1974年）
  - 第208話「捨身の一匹侍」（1975年）
- 特別機動捜査隊 （NET）
  - 第572話「二十七年目の女」（1972年） - マリ
  - 第651話「姿なき脅迫者」（1974年） - 粕谷志津
- 二人の素浪人 第15話「渋川宿の陰謀をあばけ」（1972年、CX）
- 仮面ライダー 第92話「兇悪! にせ仮面ライダー」- 第94話「ゲルショッカー首領の正体!!」（1972年 - 1973年、MBS） - 石神千恵
- ライオン奥様劇場 （CX）
  - 女の坂道（1973年） - 主演・利子
  - 春泥尼（1975年） - 主演・初子
- 熱血猿飛佐助 第19話「大空の呼び声」（1973年、TBS） - おリン
- 荒野の素浪人 第1シリーズ 第59話「謀略 皆殺しの砦」（1973年、NET）
- 剣客商売 第19話「忘れた顔」（1973年） - おゆき
- ウルトラマンタロウ 第20話「びっくり！怪獣が降ってきた」 - 第53話「さらばタロウよ！ウルトラの母よ！」（1973年 - 1974年、TBS） - 白鳥さおり（2代目）
- 旗本退屈男 第1話「赤い足袋の死体」（1973年、NET） - 雪乃
- 新十郎捕物帖・快刀乱麻 第5話「花嫁喪服の血痕式」（1973年、ABC） - 大崎忍
- 唖侍鬼一法眼 第13話「黒髪地獄」（1973年、NTV）
- 終着駅（1973年 - 1974年、THK）主演
- 太陽にほえろ! 第78話「恐怖の瞬間」（1974年、NTV） - 本田真由美
- ダイヤモンド・アイ 第20話「ヒトデツボ地獄の大竜巻」（1974年、NET） - 高宮雪子
- いただき勘兵衛 旅を行く 第24話「日本晴れの朝だとさ」（1974年、NET）
- 必殺シリーズ（ABC）
  - 助け人走る 第36話「解散大始末」（1974年） - おちさ
  - 必殺必中仕事屋稼業 第8話「寝取られ勝負」（1975年） - おきぬ
- 編笠十兵衛 第12話「弾圧」（1974年、CX） - よし
- バーディー大作戦 第49話「助けて! 浴室裸体殺人事件」（1975年、TBS） - 明子
- 長崎犯科帳 第16話「帰って来た男」（1975年、NTV） - おちか
- 影同心（MBS）
  - 影同心 第13話「乙女が哭いた殺し節」（1975年） - お咲
  - 影同心II
    - 第4話「風にりんどう小紫」（1975年） - お藤
    - 第15話「尼と男の冬の宿」（1976年） - 実里
- 非情のライセンス 第2シリーズ（NET）
  - 第40話「兇悪の棺桶」（1975年） - 石坂洋子
  - 第86話「兇悪の流転」（1976年） - 村田美知子
- 伝七捕物帳 第90話「恩情しがらみ節」（1975年、NTV） - お絹
- 燃える捜査網 第14話「恐怖のハネムーン」（1976年、NET）
- 遠山の金さん 第1シリーズ（NET/東映）
  - 第21話「地獄の炎を消せ!」（1976年） - お新
  - 第70話「帰って来た男」（1977年） - お絹
  - 第95話「殺しが呼んだ恋月夜」（1977年） - おすみ
- 同心部屋御用帳 江戸の旋風 第46話「悪い夢」（1976年、CX）
- 十手無用 九丁堀事件帖 第23話「ゆきと云う女」（1976年、NTV）
- 夫婦旅日記 さらば浪人 第16話「伊兵衛乱心」（1976年、CX） - さわ
- 超神ビビューン 第22話「蛙が娘になる? ごめんね母さん」（1976年、NET） - 千代子
- ぐるぐるメダマン 第22話「SOS枯葉の手紙」（1976年、12ch） - 主婦
- 桃太郎侍（NTV）
  - 第15話「花の乙女の夢が散る」（1977年） - お梅
  - 第26話「泥沼に咲いた紅い花」（1977年） - 伏見
  - 第37話「尼僧の館に黒い雨」（1977年） - 桂春尼
- 事件(秘)お料理法 第7話「芸能プロ殺人事件」（1977年、KTV）
- 快傑ズバット 第23話「大神家一族の三姉妹と天一坊」（1977年、12ch） - 大神霧子
- 土曜ワイド劇場 / 消えた私（1977年、ANB）
- 特捜最前線 第79話「挑戦III・十三歳の旅立ち!」（1978年、ANB）
- ミラクルガール 第1話「プロ野球のエースを救え・殺人鬼の標的」（1980年、12ch / 東映） - 富沢初子
- 西部警察 第32話「俺の愛した小さい奴」（1980年、ANB） - 志村涼子
- 猿飛佐助 第5話「甲賀忍法 火炎（ひぐるま）大車輪」（1980年、NTV） - 志津
- 爆走!ドーベルマン刑事 第10話「大爆破3秒前」（1980年、ANB） - 母親
- 吉宗評判記 暴れん坊将軍（ANB）
  - 第118話「天下御免の盗ッ人修業」（1980年） - お朝
  - 第139話「口説いた相手が悪かった」（1980年） - 登世
- 水戸黄門 第12部 第26話「謀反からくり釣り天井 -宇都宮-」（1982年、TBS） - お葉の方

### 映画
- はだかっ子（1961年、東映） - 山崎静江
- 若さま侍捕物帖 お化粧蜘蛛（1962年、東映） - おりよう
- 宮本武蔵 一乗寺の決斗（1964年、東映） - りん弥
- 廓育ち（1964年、東映） - たみ子（少女時代）
- バツグン女子高校生 16才は感じちゃう（1970年、東宝） - 東かおり
- バツグン女子高校生 そっとしといて16才（1970年、東宝） - 東かおり
- 女子学園 悪い遊び（1970年、日活） - 生徒
- 女子学園 ヤバい卒業（1970年、日活） - 島崎純子

### その他のテレビ番組
- ベルトクイズQ&Q（1972年、TBS） - 司会[10]

### 舞台
- デュエット（1984年・1986年、東宝・日生劇場）